# Dicranomyia semirufa
Dicranomyia semirufa là một loài ruồi trong họ Limoniidae. Chúng phân bố ở miền Australasia.